# Krčmaň
Krčmaň (Duits: Krtschman) is een Moravische gemeente in de regio Tsjechische Olomouc, en maakt deel uit van het district Olomouc. Krčmaň telt 499 inwoners (2023).

## Geschiedenis
- 1252 – De eerste schriftelijke vermelding van Krčman.[1]

## Aanliggende gemeenten
| Aangrenzende gemeenten | Aangrenzende gemeenten | Aangrenzende gemeenten | Aangrenzende gemeenten | Aangrenzende gemeenten |
| ---------------------- | ---------------------- | ---------------------- | ---------------------- | ---------------------- |
|                        |                        | Velký Týnec            |                        |                        |
|                        |                        |                        |                        |                        |
| Grygov                 | Čelechovice            |                        |                        |                        |
|                        |                        |                        |                        |                        |
|                        |                        | Majetín                |                        |                        |